# 下府駅
下府駅（しもこうえき）は、島根県浜田市下府町にある、西日本旅客鉄道（JR西日本）山陰本線の駅である。

## 歴史
- 1921年（大正10年）9月1日：鉄道省山陰本線都野津 - 浜田間延伸時に開設[1]。客貨取扱開始[1]。
- 1974年（昭和49年）10月1日：貨物取扱廃止。
- 1977年（昭和52年）6月20日：業務委託駅化[2]。
- 1984年（昭和59年）2月1日：荷物扱い廃止[1]。
- 1985年（昭和60年）3月14日：無人駅化[3]。
- 1987年（昭和62年）4月1日：国鉄分割民営化に伴い、JR西日本の駅となる[1]。同時に有人駅化[4]
- 1990年（平成2年）3月10日：再度無人駅化[4][5]。
- 1997年（平成9年）12月6日：駅事務室が地元のコミュニティセンター「会館こくふの里」に改装し、オープン[6]。
- 2021年（令和3年）1月下旬：ホーム上の待合室が解体される。

未成線である今福線旧線案は、当駅を終点とする予定であった。

## 駅構造

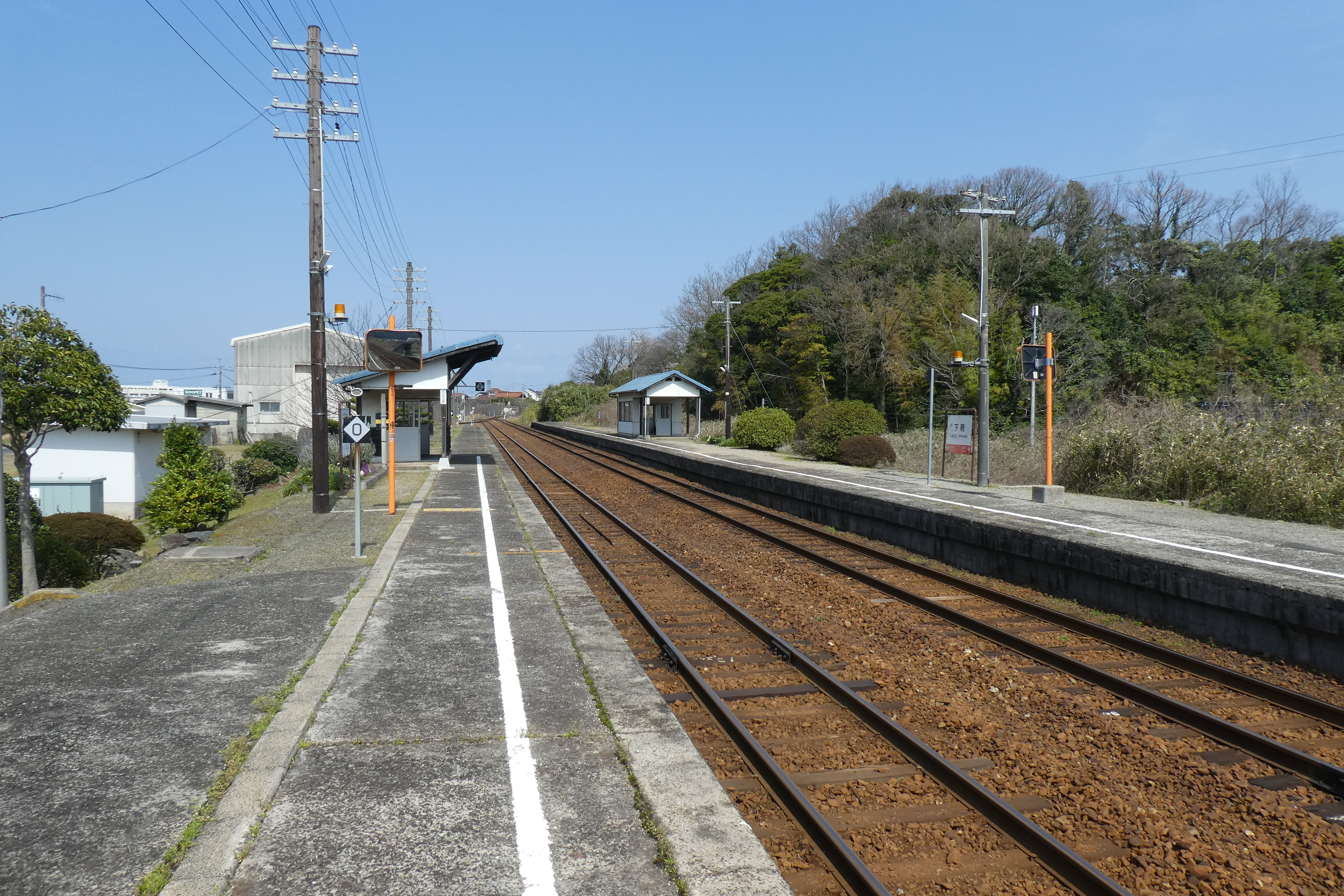
ホーム（2020年3月）

相対式ホーム2面2線と保線用側線1線を有する列車交換可能な地上駅。木造駅舎は上りホーム側にあり、下りホームへは地下道で連絡している。
浜田鉄道部管理の無人駅。以前は駅員が配置されていた。乗車駅証明書発行機や各ホームにあった待合室も撤去された。

### のりば
| のりば | 路線     | 方向 | 行先             |
| ------ | -------- | ---- | ---------------- |
| 1      | 山陰本線 | 上り | 江津・大田市方面 |
| 2      | 山陰本線 | 下り | 浜田・益田方面   |

## 利用状況
2022年度の1日平均乗車人員は62人である。2004年度は100人、1994年度は188人、1984年度は238人であった。
近年の1日平均乗車人員の推移は以下の通り。
| 乗車人員推移 | 乗車人員推移 |
| 年度         | 1日平均人数  |
| ------------ | ------------ |
| 1999         | 109          |
| 2000         | 112          |
| 2001         | 125          |
| 2002         | 101          |
| 2003         | 111          |
| 2004         | 100          |
| 2005         | 105          |
| 2006         | 97           |
| 2007         | 82           |
| 2008         | 90           |
| 2009         | 80           |
| 2010         | 85           |
| 2011         | 84           |
| 2012         | 77           |
| 2013         | 79           |
| 2014         | 66           |
| 2015         | 71           |
| 2016         | 62           |
| 2017         | 79           |
| 2018         | 87           |
| 2019         | 86           |
| 2020         | 80           |
| 2021         | 63           |
| 2022         | 62           |

## 駅周辺

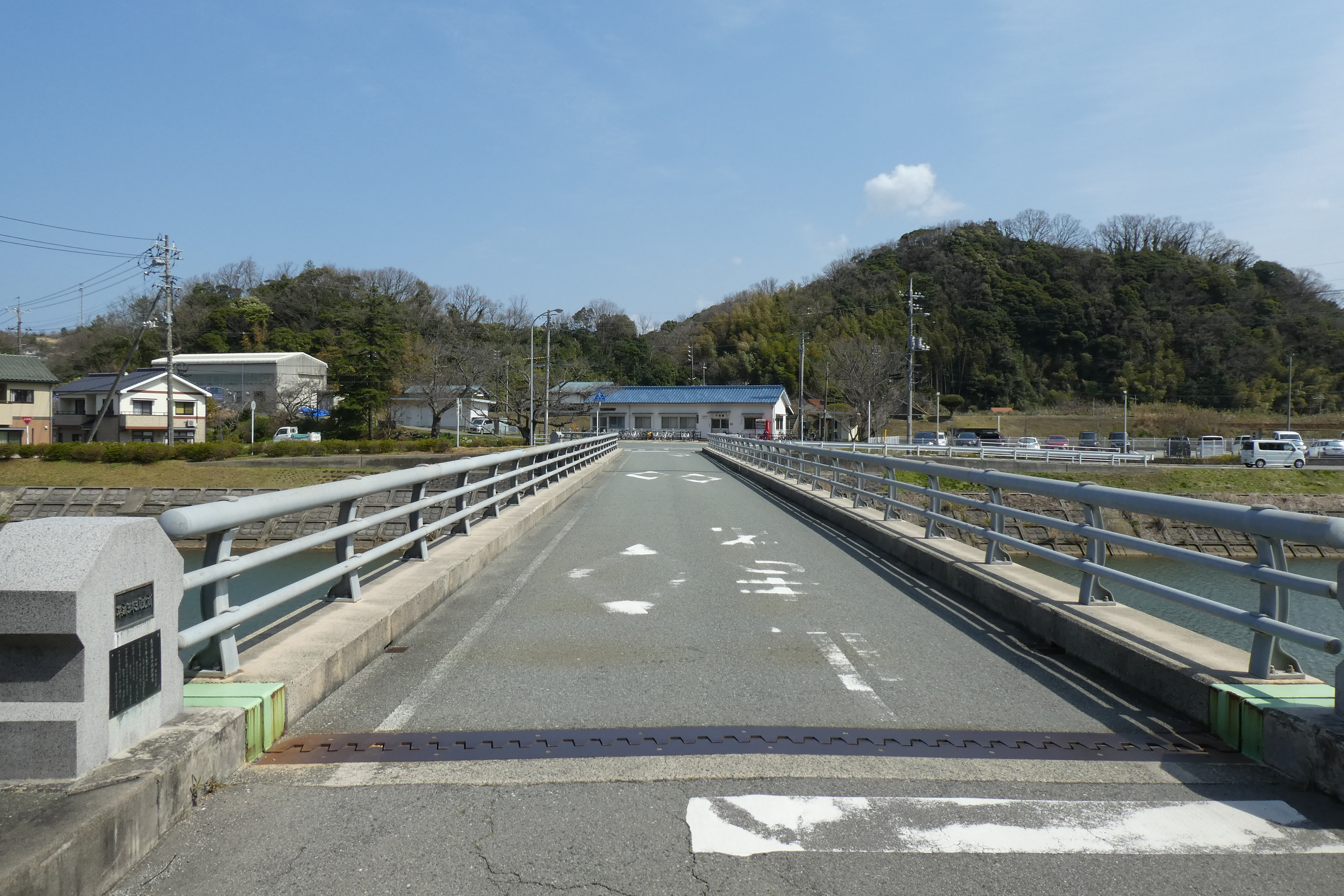
土穴橋（奥の建物は下府駅）

- 浜田市立浜田東中学校
- 伊甘神社
- 国道9号
- 島根県道207号下府停車場線
- 下府川
  - 土穴橋：下府川に架かる橋の1つ。

## 隣の駅
西日本旅客鉄道（JR西日本）
 山陰本線
久代駅 - 下府駅 - 浜田駅

#### 統計資料
1. ↑  “島根県統計書”. しまね統計情報データベース.   島根県政策企画局. 2025年2月4日閲覧。